# 1902年汪清地震
1902年汪清地震是指1902年7月3日发生于延边汪清地区的强烈地震。是次地震的地震规模为Ms 6.6至6.7级，震源深度约20千米，最大烈度为8（VII）度。本次地震是中国东北地区已知最早给出时、分、秒发震时间的地震。

## 构造背景
图们江流域的地震活动与断裂构造活动密切相关。根据历史地震活动迹象，图们江流域的中强地震往往呈孤立分布，但在空间分布上仍然表现出一定的规律性。1902年汪清地震即发生在北东向的两江－大兴沟断裂和北西向的敬信－汪清断裂交会处附近。虽然本次地震震区位于珲春－汪清深震区一带，但本次地震被证实为浅源地震。

## 记载情况
由于对相关地震史料研究的广度不够，加之受到珲春－汪清深震区是中国境内唯一一个深源地震带的认知影响，所以人们普遍认为汪清一带是一个没有发生过5级以上浅源地震的地区。直至1986年，中国开始深入开展历史地震研究和地震史料整理工作时，发现1902年7月汪清地区曾发生过一次6.6级地震，震源深度仅为20千米，与人们过去所认知的震区情况不符。最早记载本次地震的资料是康多斯卡娅和舍巴林整理的《苏联强震新目录》，随后于1986年由中国学者时振梁和谢毓分别编写了《世界地震目录》和《中国地震历史资料汇编》对本次地震首次做了辑录:366。
不过，结合本次地震发震时的延边地区背景来看，自17世纪中叶清朝建立开始，为了保护其祖代发祥地，将包括延边地区在内的大片长白山地区划入禁区，只有少数管理派遣的差役和猎户才能在境内活动，不得不导致历史资料稀缺。加之1902年汪清地震震中处于珲春－汪清深震区一带，致使有人对本次地震资料的可靠程度提出过疑问。1990年，吉林省延边地震办公室许东满和辽宁省地震局吴戈对1902年汪清地震震区进行了现场考察工作。根据许东满和吴戈对汪清县及其周围十多个乡、村做了访问考察，依据资料考证分析，最终得出来源可靠的结论。同时，基本归纳出了震中附近的房屋被毁坏，另导致小溪发生错动等震害情况。另据亲历本次地震的申京录称，受到本次地震影响，汪清地区部分山体崩塌、地面冒水，并且有人员伤亡。

## 地震分析
根据中国东部地区等震线椭圆半径与震级的经验关系式，金东淳等人推算出震中最大烈度为8度，汪清烈度为7度，延吉、珲春、图们烈度约为6度。